# Chiesa della Visitazione di Maria Vergine (Bagnolo Mella)
La chiesa della Visitazione di Maria Vergine, nota anche con il titolo di basilica, è la parrocchiale di Bagnolo Mella, in provincia e diocesi di Brescia; fa parte della zona pastorale di Bagnolo Mella.

## Storia
L'esistenza della plebs Sanctae Mariae de Bagnolo è attestata a partire dall'XI secolo; da essa dipendevano molte chiese, tra di quelle di Flero, Poncarale, Porzano e San Zeno.
La pieve fu riedificata nel Basso Medioevo; era composta da tre navate, spartite da pilastri.
Nel 1609 il vescovo Marino Zorzi, viste le pessime condizioni in cui versava la chiesa, ordinò che fosse ricostruita. Così, nel 1615 venne posta la prima pietra del nuovo edificio e i lavori terminarono verso il 1632; la consacrazione fu impartita il 20 ottobre 1647 dal vescovo Marco Morosini.
L'interno dell'edificio venne interessato da un rifacimento tra il 1727 e il 1730 e nel 1938 l'architetto Giovanni Battista Marchetti ricostruì la volta.
La chiesa fu ampliata mediante il prolungamento della navata tra il 1920 e il 1923 su disegno di Angelo Albertini; nel 1995, in ossequio alle norme postconciliari, si provvide a realizzare il nuovo altare rivolto verso l'assemblea.

## Descrizione

### Esterno
La facciata della chiesa, rivolta a settentrione e anticipata dal pronao, tripartito da quattro lesene e caratterizzato da tre portali, da due finestre e da un rosone, presenta sopra una grande finestra termale parzialmente murata.
Ad alcuni metri dalla parrocchiale sorge il campanile a base quadrata, la cui cella presenta una monofora per lato ed è coronata dalla cupoletta poggiante sul tamburo.

### Interno
L'interno dell'edificio si compone di un'unica navata, sulla quale si affacciano le cappelle laterali e le cui pareti sono scandite da lesene sorreggenti il cornicione sopra il quale si imposta la volta a botte; al termine dell'aula si sviluppa il presbiterio, rialzato di alcuni gradini e chiuso dall'abside di forma semicircolare.
Qui sono conservate diverse opere di pregio, tra le quali la pala con soggetto la Visitazione di Maria, di scuola bolognese, l'organo, costruito nel 1901 da Diego Porro, e molte altre tele dipinte da Bernardino Gandino, Sante Cattaneo e Tommaso Bona.